# Hanák Péter
Hanák Péter (Kaposvár, 1921. augusztus 9. – Budapest, 1997. október 6.) Széchenyi-díjas magyar történész, művelődéstörténész, egyetemi tanár, a Magyar Tudományos Akadémia rendes tagja. A dualizmus korának művelődés-, társadalom- és eszmetörténetének neves kutatója.

## Életpályája
Középiskolai tanulmányait szülővárosában, a Somssich Pál Gimnáziumban végezte, majd 1939 és 1942 között a Csepeli Vasművekben dolgozott vasesztergályosként. 1942 és 1944 között munkaszolgálatos volt előbb Magyarországon, majd Galíciában. A nyilas hatalomátvétel után szökött át a szovjet hadsereg által elfoglalt területre Ungvár környékén. A Pázmány Péter Tudományegyetem Bölcsészettudományi Karán tanult történelmet, egy évig a Római Egyetemen volt vendéghallgató. 1948-ban szerzett tanári diplomát. 1949-ben az ÁVH besúgója volt a Teleki Intézetben, és közreműködött olyan polgári történészek ellehetetlenítésében, mint Kosáry Domokos.
A diploma megszerzése után a Magyar Tudományos Akadémia Történettudományi Intézetében kezdett el dolgozni, emellett az egyetem történelem tanszékén is kapott tanársegédi állást. 1953-ban az immár Eötvös Loránd Tudományegyetemnek hívott egyetem új- és legújabb kori magyar történelem tanszékének docensévé nevezték ki.
1957-ben ’56-os tevékenysége miatt elbocsátották egyetemi állásából. 1956. október 25-én az ELTE delegációjának tagja volt, amely az Országgyűlés épülete felé tartott. A sortűzben (amelyben I. Tóth Zoltán halálosan megsebesült) golyótalálat érte. Az egyetemről való elbocsátás után immár csak az MTA Történettudományi Intézeténél dolgozott, ahol az általános amnesztia után, 1964-ben kapott osztályvezetői kinevezést. Ugyanitt később főosztályvezetőként, majd tudományos tanácsadóként dolgozott 1991-ig. Közben 1964 és 1966 között a Marx Károly Közgazdaságtudományi Egyetemen volt óraadó tanár. 1980-ban visszavették az Eötvös Loránd Tudományegyetemre, ahol a Bölcsészettudományi Kar művelődéstörténeti tanszékén kapott egyetemi tanári megbízást. 1993-ban átment a Közép-európai Egyetemre, ahol a történeti tanszék vezetője volt haláláig.
Több külföldi egyetem vendégtanára volt (Columbia Egyetem (New York, USA, 1971), a Yale Egyetem (New Haven, USA), a Rutgers Egyetem (New Brunswick, USA, 1976), Bécs, Bielefeld), ösztöndíjas kutató a princetoni Institute for Advanced Study és a washingtoni Wilson Központban.
1952-ben védte meg a történettudományok kandidátusi, 1978-ban akadémiai doktori értekezését. Az MTA Történelemtudományi Bizottságának lett tagja, később elnöke, valamint vezette a magyar-osztrák történészbizottságot is. 1990-ben megválasztották a Magyar Tudományos Akadémia levelező, majd 1995-ben rendes tagjává. A levelező tagságra egyik jelölője Kosáry Domokos volt. 1993-ban a Lengyel Tudományos Akadémia felvette tiszteletbeli tagjai sorába. A Történelmi Szemle szerkesztőbizottságának tagjaként is működött.

## Munkássága
Kutatási területe a dualizmus társadalomtörténete és a századforduló szellemi világa volt. Tudományos pályájának kezdetén az 1848–49-es forradalom és szabadságharccal és annak nemzetközi hatásaival és összefüggéseivel foglalkozott. Az 1950-es évek második felétől figyelme áttért a dualizmus időszakára. Kutatásaival jelentős szerepet vállalt másokkal, hogy a szocialista Magyarország egyértelműen negatív dualizmus-képét megváltoztassa.
Fontosak a dualizmus korszakának különböző szaktörténeti kutatásai is, amelyek társadalom- és eszmetörténet, valamint a művelődés- és mentalitástörténet területét ölelték fel. Ilyen típusú munkáiban feldolgozta a egyebek mellett a kor lakáskultúráját, a pamutipar történetét és a kertépítészetét. Emellett foglalkozott a (19–20.) századforduló szellemi világával is (többek között Jászi Oszkár és Ady Endre írásai alapján). 
Hanák Péter „A történészek szerepe a rendszerváltásban” c. előadásában így határozza meg a pártosságot: …”Önök valószínűleg többségükben nem élték át ezt a periódust, amikor a pártosság volt az egyedül elfogadható, a magasrendű történelemtanításnak és történelemírásnak az alapvető mércéje. Hogy mi az a "pártosság"? Mindaz, ami a munkásosztály és a párt érdekeit szolgálja, az az igazi történetírás. És minden más, akármennyire szakszerű és tényszerű is, a burzsoá objektivizmus bélyegét viseli magán. A pártosság nem volt egyéb, mint a tudomány rangjára emelt történethamisítás. Ezt nem szükségtelen, nem felesleges újra elmondani. Történelemhamisításról volt szó a magyar történelem és az európai történelem legtöbb kérdésében. Bizonyos esetekben még tényhamisításról is beszélhetünk, de mindenképpen ideologikus hamisítás volt a pártosság.” Hanák Péter. Történelemtanárok országos konferenciája megnyitó előadás, 1991. szeptember 24. In. Sipos Béla. A Marx Károly Közgazdaságtudományi Egyetem (1953–1989) a „pártos” egyetem. Toll és Igazság. Történelem. 2024. 04. 30.

## Családja
Felesége Hanák Katalin (leánykori nevén Diamant Katalin) volt. Házasságukból két fiúgyermekük született: Hanák András ügyvéd és Hanák Gábor aktuárius.

## Díjai, kitüntetései
- Akadémiai Díj (1965, 1973)
- Gindely-díj (1986)
- Kaposvár díszpolgára (1992)
- Pro Urbe Budapest (1995)
- Deák Ferenc-díj (1997)
- Széchenyi-díj (1997) – nemzetközileg is elismert történettudományi munkásságáért

## Főbb művei
- A magyar szabadságharc és a Habsburg-monarchia elnyomott népei (1948)
- A dualizmus válságának elmélyülése a XX. század első éveiben; Akadémiai, Bp., 1955 (A történettudomány kérdései)
- A magyar pamutipar története (Hanák Katalinnal, 1964)
- A dualizmus korának történeti problémái (1971)
- Magyarország a monarchiában (tanulmánykötet, 1975)
- Ady és századforduló (Király Istvánnal, 1977)
- Magyarország története 1890–1918 (főszerkesztő, 1978, 1983)
- Ungarn in der Donaumonarchie (1984)
- Jászi Oszkár dunai patriotizmusa (1985)
- Európa régiói a történelemben (Szűcs Jenővel, 1986)
- Egy ezredév (1987)
- A kert és a műhely (1988)
- A History of Hungary (társszerző, 1990)
- Polgári lakáskultúra a századfordulón (1992)
- Ragaszkodás az utópiához (publicisztikák, 1993)
- A kert és a műhely; képvál. Jalsovszky Katalin, Tomsics Emőke; 2. bőv. kiad.; Balassi, Bp., 1999
- Modernizáció és antikapitalizmus Magyarországon; MTA, Bp., 1999 (Székfoglalók a Magyar Tudományos Akadémián)
- 1867 – európai térben és időben (tanulmányok, 2001)

## Emlékezete
21 évvel a halála után, Hanák Péter neve is megjelent 2018 áprilisában a Figyelő c. hetilap "A spekuláns emberei" című Soros György-listán.
2023-ban Csunderik Péter tollából egy több, mint 300 oldalas monográfia született az életműről.